# 1-(2-aminoetil)pirrolidina
La 1-(2-aminoetil)pirrolidina, también llamada  1-pirrolidinetanamina o pirrolidinetilamina, es un compuesto orgánico de fórmula molecular C6H14N. Es una amina cíclica derivada de la pirrolidina, en la cual el nitrógeno del heterociclo se halla unido también a un grupo aminoetilo; por lo tanto es una diamina que contiene un grupo amino terciario y uno primario.

## Propiedades físicas y químicas
La 1-(2-aminoetil)pirrolidina es un líquido entre incoloro y marrón claro con el característico olor de las aminas. Su punto de ebullición es de 161 °C y su punto de fusión 33 °C. Menos denso que el agua (ρ = 0,904 g/cm³), es soluble en ella, en proporción de 900 g/L. El valor del logaritmo de su coeficiente de reparto, logP = 0,08, denota una parecida solubilidad en disolventes apolares que en disolventes polares.
Tiene una tensión superficial de 36 dina/cm, la mitad de la del agua.
Es un compuesto sensible al aire, incompatible con agentes oxidantes fuertes.

## Síntesis y usos
La 1-(2-aminoetil)pirrolidina puede ser sintetizada por gem-ciclodialquilación de tetrahidrofurano con etilendiamina en presencia de óxido de titanio como catalizador, obteniéndose además 1-(2-pirrolidin-1-iletil)pirrolidina.
Otra vía de síntesis de esta diamina es haciendo reaccionar 1,4-dibromobutano, etanol y etilendiamina.
A su vez, la 1-(2-aminoetil)pirrolidina es precursora de compuestos como N-bencil-2-pirrolidin-1-iletanamina y  2-(2-pirrolidin-1-iletil)-1,2-benzotiazol-3-ona.
En cuanto a sus aplicaciones, se ha estudiado el comportamiento térmico de sales de 1-(2-aminoetil)pirrolidina y níquel(II); también se ha investigado mediante rayos X la estructura cristalina de los complejos trans-[Ni-1-(2-aminoetil)pirrolidina2(NCS)2] y cis-[Ni-1-(2-aminoetil)pirrolidina2(NCS)2] —isómeros de color violeta y azul respectivamente—, sintetizados a partir de esta diamina.

## Precauciones
La 1-(2-aminoetil)pirrolidina es una sustancia combustible cuyo punto de inflamabilidad es 47 °C.
Su vapor forma mezclas explosivas con el aire. Al arder emite gases tóxicos como monóxido de carbono y óxidos de nitrógeno.
Es una sustancia tóxica si se ingiere —tiene un efecto corrosivo en boca y garganta—, mientras que su contacto ocasiona severas quemaduras en piel y ojos.